# 6 Dywizja Piechoty Armii Krajowej
6 Dywizja Piechoty AK Ziemi Krakowskiej (6 DP AK) kryptonim „Odwet” – wielka jednostka piechoty Armii Krajowej.
Dywizja była organizowana na bazie Okręgu AK Kraków w oparciu o plan odtwarzania Sił Zbrojnych w kraju z kwietnia 1942 roku. Została zmobilizowana w czasie akcji „Burza”. Podczas walk z Niemcami występowała w składzie Grupy Operacyjnej Kraków razem z 106 Dywizją Piechoty AK Ziemi Miechowskiej oraz Krakowską Brygadą Kawalerii Zmotoryzowanej AK. Po zajęciu Małopolski przez Armię Czerwoną uległa samorozwiązaniu.

## Struktura organizacyjna
Ordre de Bataille i obsada personalna 6 DP AK przedstawiała się następująco:
- Dowództwo 6 Dywizji Piechoty AK
  - dowódca – płk dypl. Wojciech Wayda ps. „Odwet”
  - szef sztabu – ppłk Stefan Dul ps. „Łoza”
- 12 pułk piechoty AK Ziemi Bocheńskiej
- 16 pułk piechoty AK Ziemi Tarnowskiej